# Uracentron azureum
Uracentron azureum é uma espécie de lagarto da família Tropiduridae.